# 埃蒙斯火山
55°20′27″N 162°04′21″W / 55.3409°N 162.0726°W

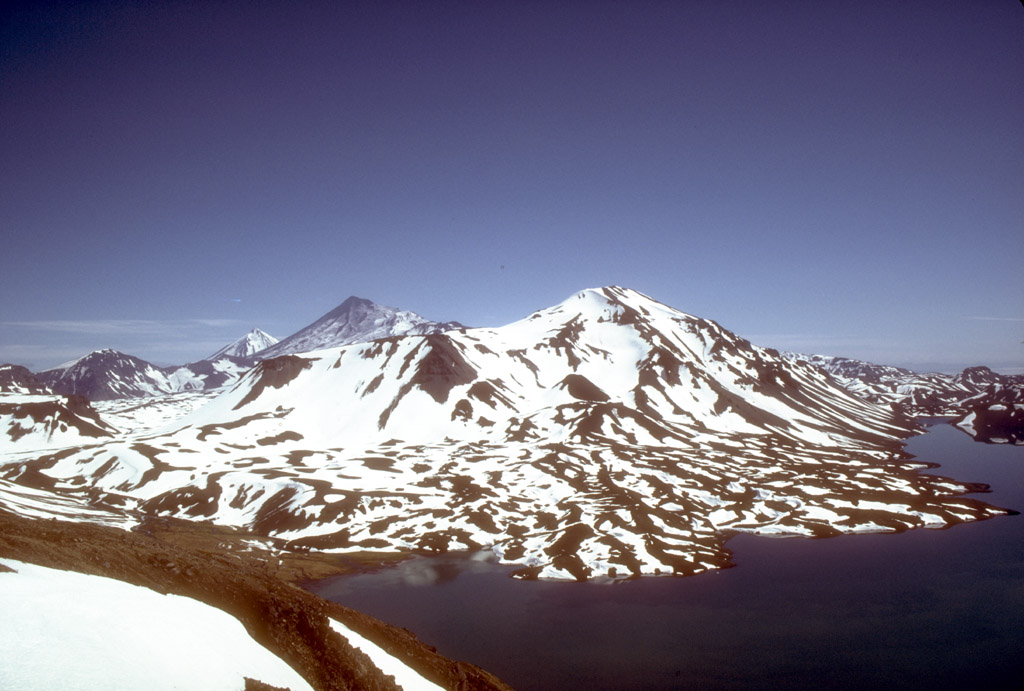

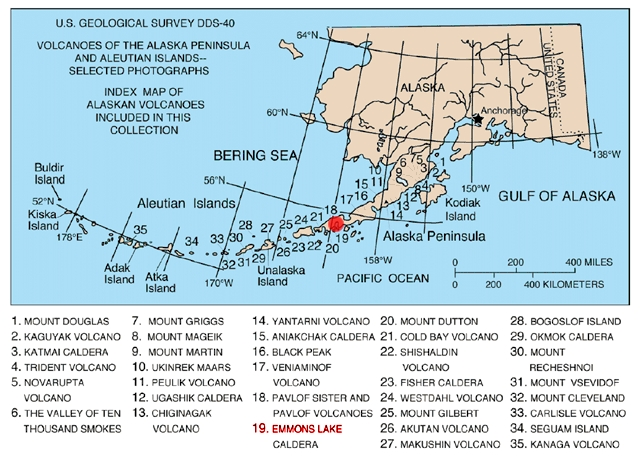

埃蒙斯火山是美國的火山，位於阿拉斯加半島，由阿拉斯加州負責管轄，屬於阿留申山脈的一部分，海拔高度1,436米，該火山是長18公里、寬11公里的破火山口中三座火山錐之一。